# Катюша (панда)
Катю́ша — самка большой панды, родившаяся в Московском зоопарке в 2023 году.

## Жизнеописание
В 2016 году Московский зоопарк обратился к властям Китая с просьбой о передаче ему на временное содержание больших панд. В конце апреля 2019 года в Москву из провинции Сычуань были доставлены две панды: самец Жуи и самка Диндин. Россия стала 18-й страной, в зоопарках которой содержатся панды. Передача панд была приурочена к 70-летию установления дипломатических отношений между Россией и Китаем.
На момент приезда в Москву самцу Жуи было три года, а самке Диндин — два. Вольер для их содержания был полностью обновлён. Чтобы правильно ухаживать за ними, сотрудники Московского зоопарка несколько месяцев стажировались в китайском питомнике панд. Бамбук, которым кормят животных, специально доставляют из Китая.
Познакомить Жуи и Диндин сотрудники зоопарка решили только весной 2023 года. Спаривание прошло успешно. 24 августа 2023 года у Диндин родился детёныш, весом всего 150 граммов. Это первая большая панда, родившееся в России. За детёнышем круглосуточно наблюдали сотрудники Московского зоопарка совместно со специалистом из Китая. Через месяц после рождения удалось определить пол панды — женский. Открыла глаза она уже в начале октября, в конце ноября у малышки прорезались зубы, а к середине декабря она научилась вставать на все четыре лапыи набрала вес 8,67 кг, а ещё через два месяца её вес увеличился почти до 15 кг.
По китайской традиции спустя 100 дней после рождения нужно было выбрать имя панды. Для этого в проекте «Активный гражданин» была запущена акция «Выбираем имя для малышки-панды из Московского зоопарка». На выбор было предложено 10 имён, среди которых 8 китайских и 2 русских — Маша и Катюша. По итогам акции самым популярным вариантом стало имя Катюша, его выбрали 29 % проголосовавших. Среди участников голосования были разыграны 500 комплектов призов.
9, 10 и 11 февраля 2024 года Московский зоопарк стал одной из площадок фестиваля «Китайский Новый год в Москве». В честь Катюши в эти дни в зоопарк бесплатно пускали посетителей, либо одетых в костюм панды, либо имевших имя Екатерина.
Первые месяцы после рождения Катюша жила вместе с мамой в специально приспособленном небольшом неэкспозиционном помещении. 8 марта 2024 года Катюше был открыт выход в большой вольер, и посетители впервые увидели её в живую. В начале мая, с наступлением тепла, Катюше разрешили выйти в уличный вольер.
В возрасте четырёх лет Катюша должна будет покинуть Московский зоопарк и уехать в Китай.